# スパイスウィーパー
ウェブルート スパイ スウィーパー (Webroot Spy Sweeper) とは、アメリカのウェブルート・ソフトウェア社の開発するスパイウェア対策ソフト。Windows用。日本法人はウェブルート・ソフトウェア株式会社。

## 概要
上位製品の、ウェブルート インターネット セキュリティ コンプリート（Webroot Internet Security Complete）にはLastPass社のパスワードマネジメント機能やSugarSync社のオンラインストレージ機能(10GB分)が統合されており、ウェブルート インターネット セキュリティ エッセンシャルズ（Webroot Internet Security Essentials）にはSugarSync社のオンラインストレージ機能(2GB分)を統合、インターネットセキュリティスイート2製品としてシステムクリーンアップ機能も備えている。また、これら2製品やウェブルート アンチウイルス スパイ スウィーパー（Webroot AntiVirus with Spy Sweeper）には企業や官公庁向けセキュリティ製品を提供する、英国ソフォス社のアンチウイルスエンジンを搭載。無料の試用版もある。